# Будмерице
Будмерице (словац. Budmerice) — замок в дер. Будмерице у подножья Малых Карпат, к востоку от Модры.

## История
Построен в 1889 году семьёй Пальфи в псевдоготическом стиле. В 1945 году на основании Декретов Бенеша национализирован. В настоящее время принадлежит Союзу Словацких Писателей. Посещение замка в Будмерицах возможно по договорённости.